# 圆叶舞草
圆叶舞草（学名：Codariocalyx gyroides）为豆科舞草属的植物。分布于泰国、越南、新几内亚、柬埔寨、印度、缅甸、老挝、尼泊尔、斯里兰卡、马来西亚、锡金以及中国大陆的广东、广西、海南、云南等地，生长于海拔100米至1,500米的地区，多生于平原、河边草地以及山坡疏林中，目前尚未由人工引种栽培。

## 异名
- Desmodium gyroides (Roxb.) DC.